# Uromyces valerianae-microphyllae
Uromyces valerianae-microphyllae är en svampart som beskrevs av Berndt 1998. Uromyces valerianae-microphyllae ingår i släktet Uromyces och familjen Pucciniaceae.   Inga underarter finns listade i Catalogue of Life.